# Smolej
Smolej je priimek več znanih Slovencev:
- Anton Smolej (*1940), metalurg, dr.
- Avgusta Smolej (1915—2002), prevajalka
- Bogo Smolej (1919—1999), filmski prevajalec, urednik, literat
- Franc Smolej (1908—1996), smučarski tekač
- Franc Smolej (*1940), hokejist
- Igor Smolej (1943—2023), gozdarski strokovnjak
- Ivan Smolej (1873—1936), duhovnik in prosvetni delavec
- Jakob Smolej (19. stoletje), šolnik
- Jure Smolej (*1974), hokejist
- Klemen Smolej, skladatelj, aranžer, kitarist
- Marko Smolej (*1968), hokejist
- Matija Smolej (1829—1871), duhovnik in nabožni pisatelj
- Miha Smolej (1920—?), kegljavec na ledu
- Miha Smolej (1948—2015), alpinist
- Mojca Smolej (*1973), jezikoslovka slovenistka, univ. prof.
- Nace Smolej, amaterski igralec
- Pavel Smolej (1940—2023), defektolog, likovni pedagog, ilustrator, slikar akvarelist, pevec, zbiralec starin ...
- Roman Smolej (*1946), hokejist
- Slavko Smolej (1909—1961), umetniški fotograf, publicist, metaluški šolnik
- Špela Smolej Milat, etnologinja, kustosinja
- Tone Smolej (*1972), literarni zgodovinar, komparativist, univ. profesor
- Uroš Smolej (*1974), igralec
- Viktor Smolej (1910—1992), literarni zgodovinar in kritik, slovakist, prevajalec, leksikograf
- Vito(mir) Smolej (*1948), fizik, prevajalec (Kanada)